# Флагман 2-го ранга
Флагман 2-го ранга — воинское звание Морских Сил Рабоче-Крестьянской Красной Армии Союза ССР (МС РККА СССР) было введено Постановлением ЦИК СССР и СНК СССР от 22 сентября 1935 года утверждено постановлением Совета Народных Комиссаров СССР № 2591 для Морских Сил РККА СССР от 22 сентября 1935 года и объявлено приказом Народного Комиссара обороны № 144 от 26 сентября 1935 года. Звание, флагман 2-го ранга, было отменено 7 мая 1940 года в связи с введении новых званий, утвержденных Указом Президиума Верховного совета СССР «Об установлении воинских званий высшего командного состава Военно-Морского Флота».
Выше капитана 1-го ранга, ниже флагмана 1-го ранга. Соответствовало званиям комдив и дивизионный комиссар; аналог воинского звания контр-адмирал в российском, советском и иностранных военно-морских флотах.

## Присвоение звания[4]
- Алафузов, Владимир Антонович — звание  присвоено 28.01.1940,
- Арапов, Михаил Иванович — звание  присвоено 29.07.1939,
- Бологов, Николай Александрович — звание присвоено 13.03.1938,
- Броневицкий, Пётр Семёнович — звание присвоено 28.03.1939,
- Васильев, Александр Васильевич — звание присвоено 28.11.1935,
- Васильев, Григорий Васильевич — звание присвоено 28.11.1935,
- Виноградский, Георгий Георгиевич — звание присвоено 28.11.1935,
- Галкин, Георгий Павлович — звание присвоено 26.11.1935,
- Головко, Арсений Григорьевич — звание присвоено 29.07.1939,
- Гончаров, Леонид Георгиевич — звание присвоено 15.03.1936,
- Грен, Иван Иванович — звание присвоено 26.11.1935,
- Дмитриев, Иван Николаевич — звание присвоено 29.07.1939,
- Дрозд, Валентин Петрович — звание присвоено 9.04.1939,
- Егорьев, Всеволод Евгеньевич — звание присвоено 28.03.1939,
- Заяц, Николай Филиппович — звание присвоено 28.03.1939,
- Иванов, Вадим Иванович — звание присвоено 4.11.1936,
- Исаков, Дмитрий Павлович — звание присвоено 20.11.1935,
- Исаков, Иван Степанович — звание присвоено 1.09.1937,
- Крылов, Фотий Иванович — звание присвоено 26.12.1936,
- Кузнецов, Аполлон Александрович — звание  присвоено 15.01.1940,
- Кузнецов, Николай Герасимович — звание  присвоено 17.02.1938[5],
- Левченко, Гордей Иванович — звание присвоено 17.02.1938,
- Несвицкий, Николай Николаевич — звание присвоено 28.03.1939,
- Самойлов, Константин Иванович — звание присвоено 8.05.1939,
- Озолин, Яков Иванович — звание присвоено 02.12.1935,
- Октябрьский (Иванов), Филипп Сергеевич — звание присвоено 14.02.1938,
- Осипов, Кирилл Осипович — звание присвоено 28.11.1935,
- Ралль, Юрий Федорович — звание присвоено 02.12.1935,
- Самборский, Евгений Ксенофонтович — звание присвоено 28.11.1935,
- Самойлов, Константин Иванович — звание присвоено 08.05.1939,
- Сивков, Александр Кузьмич — звание присвоено 26.11.1935,
- Скриганов (Скрыганов), Максим Петрович — звание присвоено 15.03.1938,
- Смирнов-Светловский, Пётр Иванович — звание присвоено 02.12.1935,
- Ставицкий, Сергей Петрович — звание присвоено 02.12.1935,
- Степанов, Георгий Андреевич — звание присвоено 02.12.1935,
- Трайнин, Павел Алексеевич — звание присвоено 03.04.1940,
- Трибуц, Владимир Филиппович — звание присвоено 28.03.1939,
- Унковский, Всеволод Андреевич — звание присвоено 16.05.1939,
- Шталь, Александр Викторович — звание присвоено 15.03.1936,
- Юмашев, Иван Степанович — звание присвоено 28.11.1935.